# グルドボースンド海峡

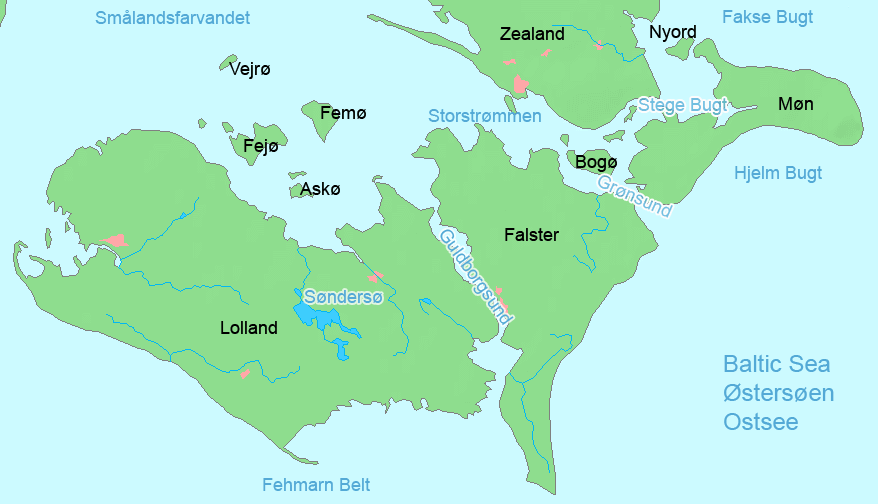
グルドボースンド海峡

グルドボースンド海峡（デンマーク語: Guldborgsund）は、バルト海西部に位置する海峡である。デンマーク領のファルスター島とロラン島との間に南北に伸び、その全長は約20kmに及ぶ。この海峡は、フレゼリク9世橋やグルドボースンド橋といった可動橋2本と、1箇所のトンネルによって結ばれている。

## 水深
海峡の北部においては比較的深い水深が保たれており、喫水約6mの船舶の通航が可能である。一方、南部は水深が浅く、最も浅い箇所では約2mしかないため、小型船舶のみが通航できる。

## 生態系とラムサール条約
グルドボースンド海峡一帯には、広大な塩沼とヨシ原が広がっており、多様な生物の生息地となっている。特に、コブハクチョウ、ゼニガタアザラシ、ハイイロアザラシの重要な生息地として知られている。このような豊かな自然環境が評価され、1977年にラムサール条約登録地となった。